# ريتشارد فنسنت
ريتشارد فنسنت (بالإنجليزية: Richard Vincent)‏ (1846 - 17 سبتمبر 1924) هو لاعب كريكت بريطاني (وحمل سابقاً جنسية المملكة المتحدة لبريطانيا العظمى وأيرلندا).